# Vendhuile
Vendhuile ist eine französische Gemeinde mit 574 Einwohnern (Stand: 1. Januar 2022) im Département Aisne in der Region Hauts-de-France (bis 2015 Picardie). Sie gehört zum Arrondissement Saint-Quentin, zum Kanton Bohain-en-Vermandois und zum Gemeindeverband Pays du Vermandois.

## Lage

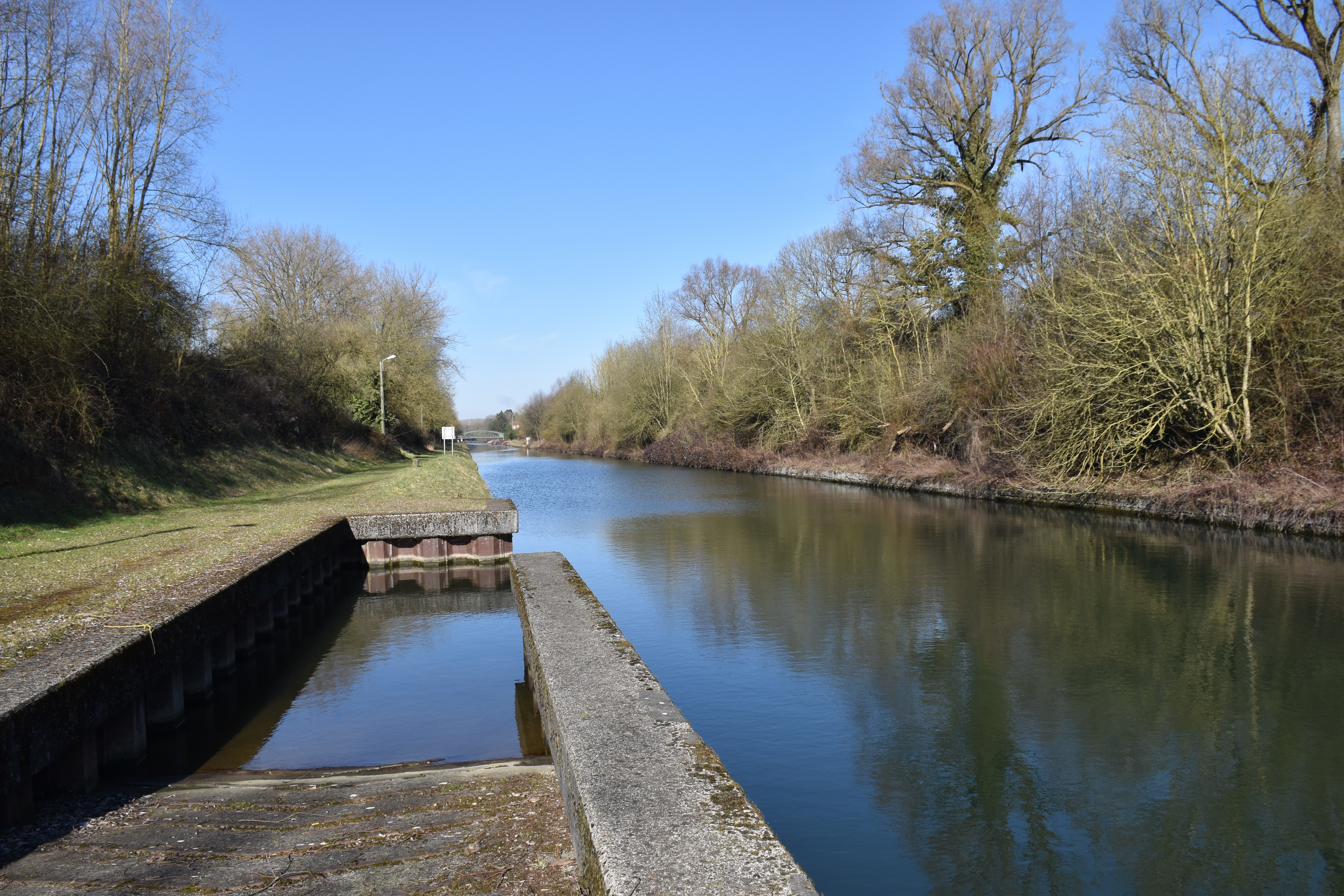
Abschnitt des Canal de Saint-Quentin in Vendhuile

Die Gemeinde Vendhuile liegt auf halbem Weg zwischen den Städten Cambrai und Saint-Quentin. Durch das Gemeindegebiet verlaufen die obere Schelde und der Canal de Saint-Quentin. Die Gemeinde grenzt im Norden an das Département Nord und im Westen an das Département Somme. Der Weiler La Terrière, rund fünf Kilometer nordöstlich von Vendhuile entfernt, besteht aus 40 Häusern und einer Kirche. Ein Viertel seines Gebietes gehört zur Gemeinde Vendhuile, die übrigen drei Viertel befinden sich auf dem Gebiet von Honnecourt-sur-Escaut. Umgeben ist Vendhuile von den Nachbargemeinden Aubencheul-aux-Bois und Gouy im Nordosten, Bony im Südosten, Lempire im Süden und Südwesten, Épehy im Westen sowie Honnecourt-sur-Escaut im Nordwesten. Durch den Westen der Gemeinde Vendhuile führt die Autoroute A26.

## Bevölkerungsentwicklung
| Jahr                       | 1962 | 1968 | 1975 | 1982 | 1990 | 1999 | 2006 | 2013 | 2022 |
| Einwohner                  | 695  | 604  | 537  | 480  | 450  | 476  | 504  | 541  | 574  |
| Quellen: Cassini und INSEE |      |      |      |      |      |      |      |      |      |

## Sehenswürdigkeiten
- Kirche Saint-Martin, erbaut 1927, Monument historique seit 1994[1]
- britischer Soldatenfriedhof

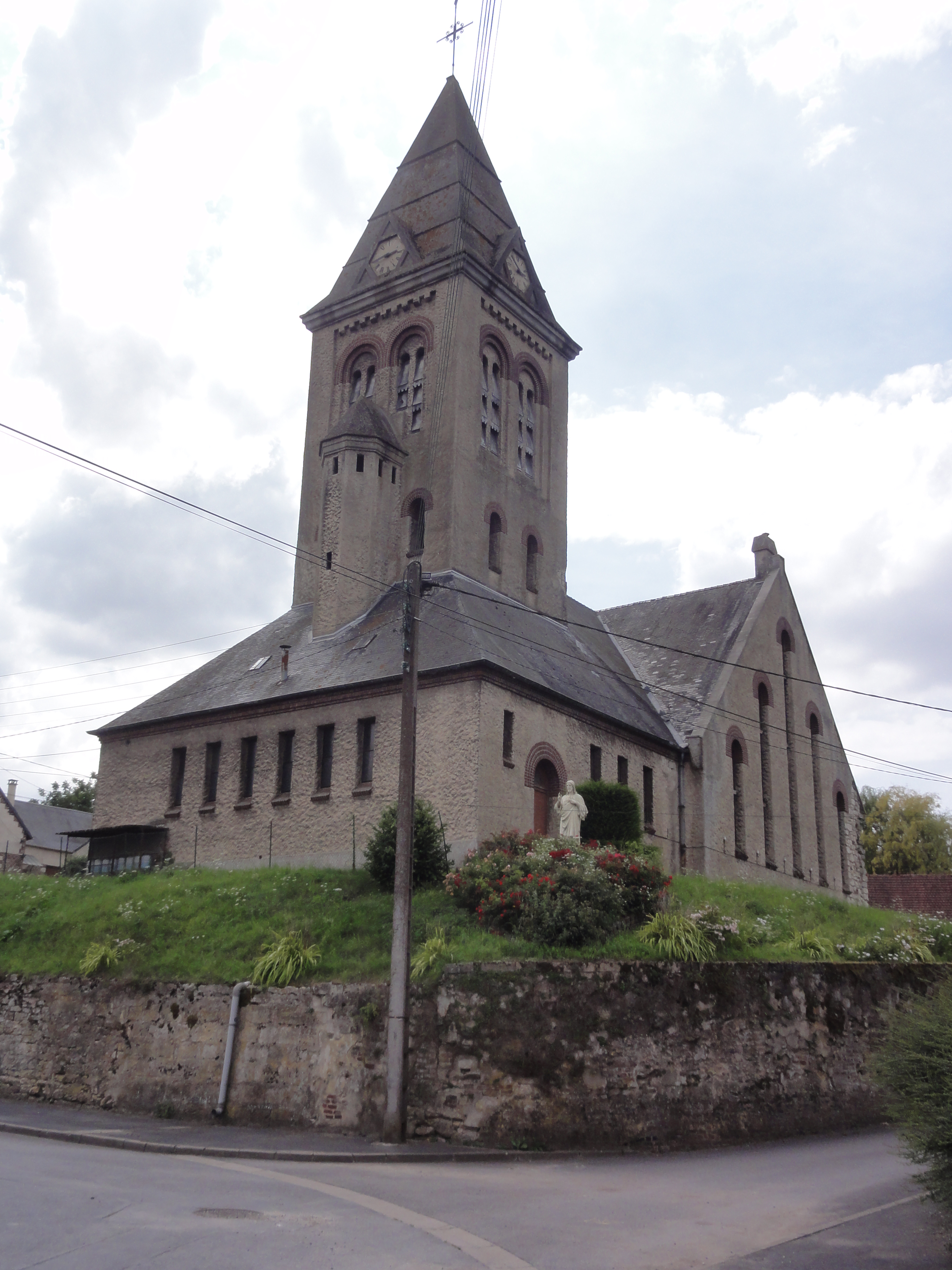
Kirche Saint-Martin
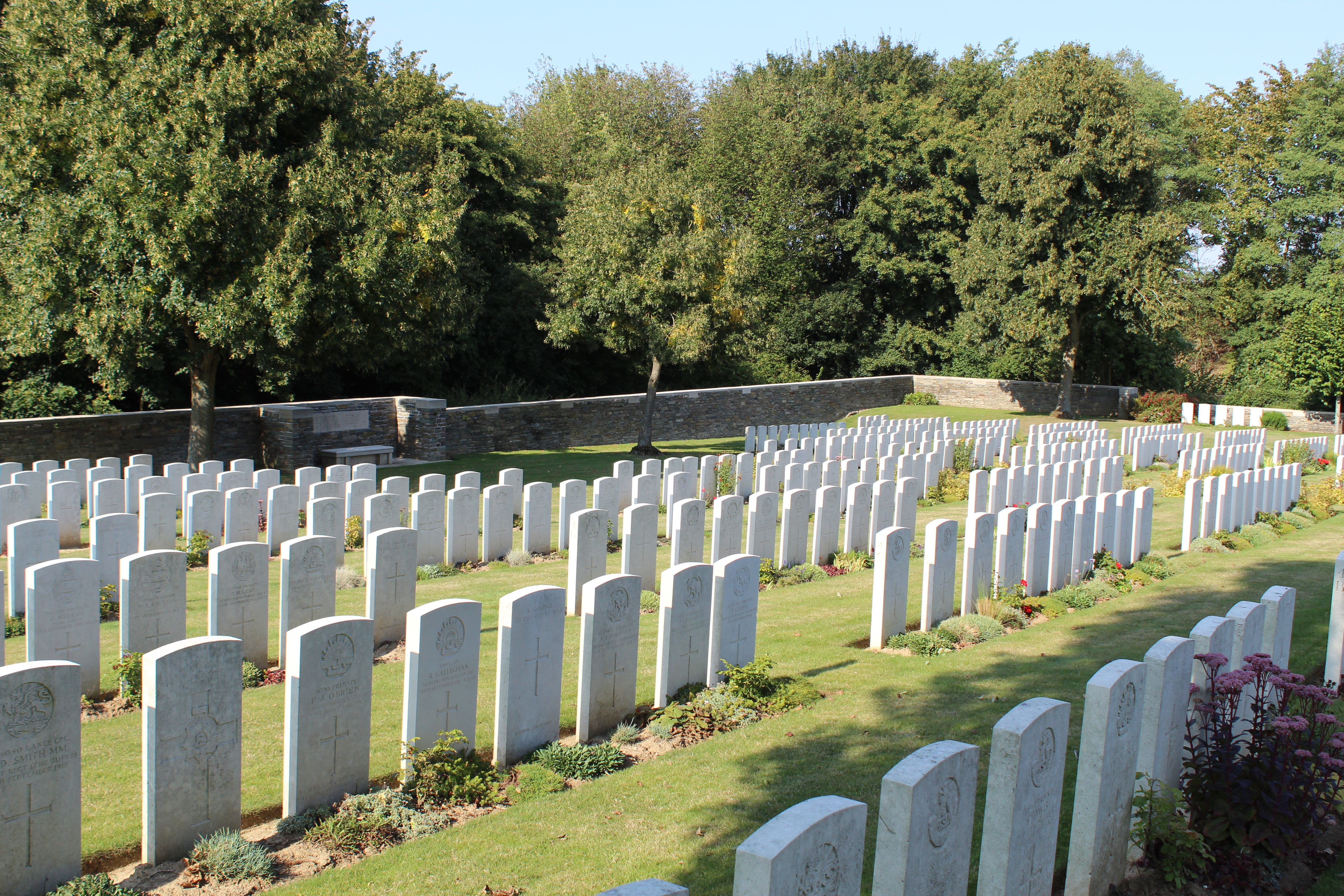
Britischer Soldatenfriedhof
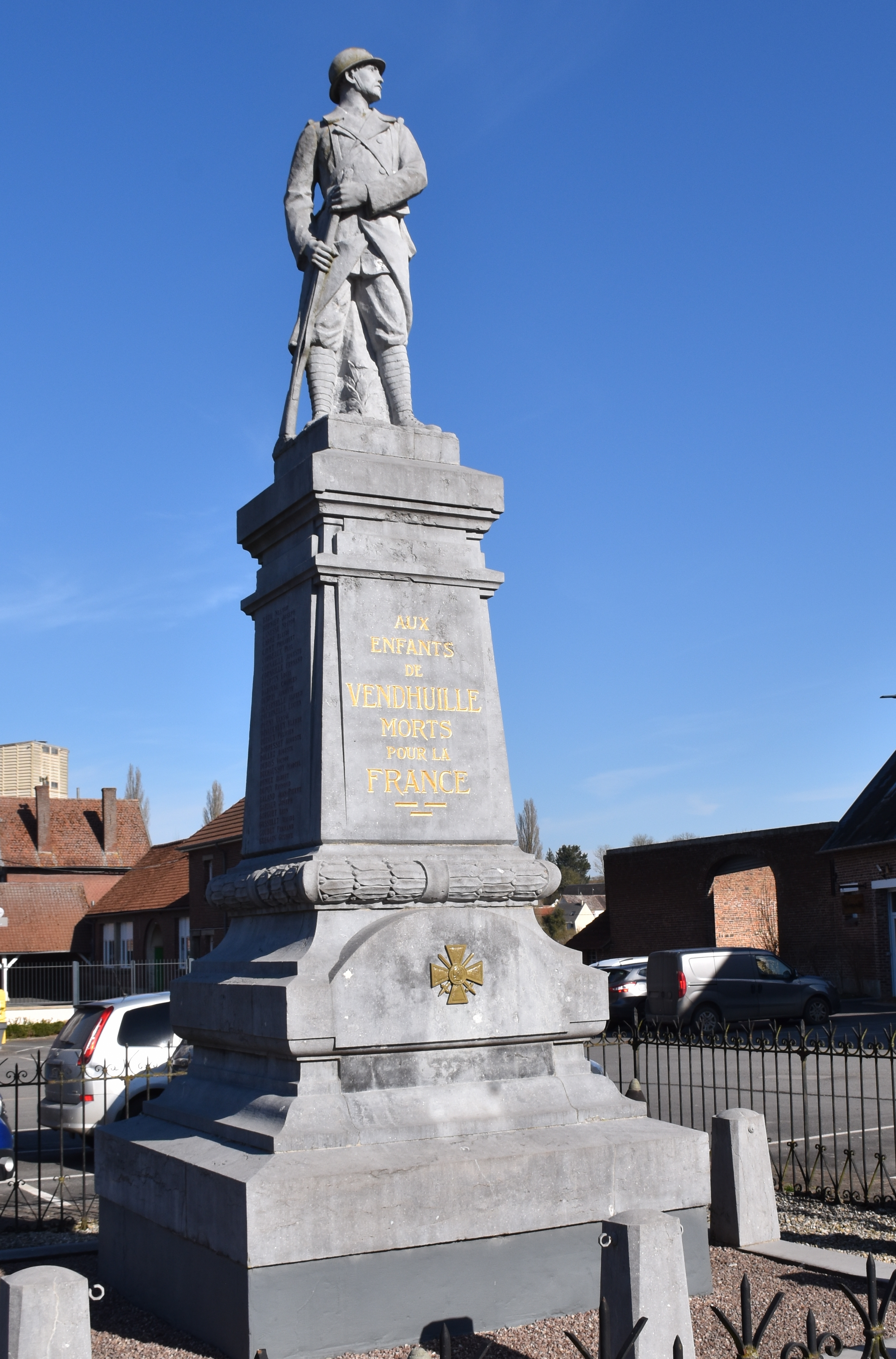
Gefallenendenkmal

## Belege
1. ↑  Eintrag in der Base Mérimée des Kulturministeriums. Abgerufen am 16. Dezember 2018 (französisch).